# Hasan Abd al-Al
Hasan Abd al-Al Umar Ali Ahmad (arab. حسن عبد العال عمر علي أحمد; ur. 15 sierpnia 1987) – egipski zapaśnik walczący w stylu wolnym. Brązowy medalista mistrzostw Afryki w 2012 roku.